# Frank R. Werner
Frank R. Werner (* 7. Mai 1944 in Worms am Rhein) ist ein deutscher Architekturhistoriker und Autor. Er beschäftigt sich mit der Architekturgeschichte des 20. Jahrhunderts. In jüngeren Jahren ist er auch als bildender Künstler hervorgetreten.

## Leben
Werner studierte ab 1965 Malerei, Philosophie und Architektur an den Universitäten Mainz, Hannover und Stuttgart und schloss 1972 mit der Architekturdiplomprüfung an der Universität Stuttgart ab. Bis 1982 war er Wissenschaftlicher Assistent am Institut für Baugeschichte und Bauaufnahme der Universität Stuttgart. Danach arbeitete er als Dozent für Baugeschichte an der Staatlichen Akademie der Bildenden Künste Stuttgart.
1983 wurde er durch den Berliner Senat zusammen mit Pierluigi Nicolin, Marco De Michelis und Werner Oechslin zum wissenschaftlichen Direktor der Ausstellung „IBA 1994/97 – Idee, Prozess, Ergebnis“ im Berliner Martin-Gropius-Bau ernannt.
1988 wurde Werner von der Bergischen Universität Wuppertal als Professor an den Fachbereich Architektur berufen. 1991 wechselte er auf den neuen Lehrstuhl für Baugeschichte, Architekturtheorie und Designgeschichte an der Staatlichen Akademie der Bildenden Künste Stuttgart, bevor er 1993 den Ruf zum ordentlichen Universitäts-Professor und Leiter des neugeschaffenen Instituts für Architekturgeschichte und Architekturtheorie an der Bergischen Universität Wuppertal annahm. Im gleichen Jahr wurde er zum Geschäftsführer des Instituts für Umweltgestaltung  der Hochschule ernannt. Von 1999 bis 2003 war Werner Dekan des Fachbereichs Architektur der Universität.
1999 übernahm er die Leitung der Galerie für Architektur und Arbeit (GAAG) in Gelsenkirchen und wurde 2001 durch das Bauministerium von Nordrhein-Westfalen zum Mitglied des Ausschusses „Baukultur NRW“ ernannt. Er war 2002 Gründungsmitglied des  europäischen Forschungsverbundes CoRa für Architekturtheorie und Architekturgeschichte. 2003 wurde er assoziiertes Mitglied im PhD-Programm der TU Delft für Architekturtheorie und des Berlage Instituts  in Rotterdam.
2005 bis 2007 war Werner Dekan des Fachbereichs Architektur der des Fachbereichs F (Architektur, Design, Kunst) der Bergischen Universität Wuppertal. Als Gastprofessor lehrte er u. a. in Los Angeles, Barcelona, Wien, Mendrisio und Mailand.
2010 erfolgte der Ruf zum ordentlichen Mitglied der Klasse der Künste der Nordrhein-Westfälischen Akademie der Wissenschaften und der Künste.
Werner wurde 2011 emeritiert.
Er ist Mitglied des Deutschen Werkbundes und Ehrenmitglied des Bundes Deutscher Architekten. 
Vor seiner Zeit als Hochschullehrer und Publizist (d. h. etwa zwischen 1967 und 1974) ist Frank Werner auch als Künstler bekannt geworden: Durch Graphik-Editionen (Farbserigraphien und Collagen, u. a. bei Luitpold Domberger in Filderstadt), Auflagenobjekte und Ausstellungen, vor allem 1969 durch eine Einzelausstellung in Stuttgart mit großformatigen Hard-Edge-Bildern beim Galeristen Hans-Jürgen Müller, von diesem auch 1969 bis 1971 auf dem Kölner Kunstmarkt (heute Art Cologne) vertreten. Besonders charakteristisch für Werners Arbeiten sind Bilder und Objekte, bei denen die unterschiedliche räumliche Tiefe der Farbflächen nicht nur durch unterschiedliche Farbdichte und -temperatur simuliert, sondern tatsächlich dreidimensional hergestellt wird: Einesteils durch übereinander collagierte Farbträger (meist Karton), zum anderen durch kulissenartig konstruierte mehrfarbige Objekte. Arbeiten von Frank Werner finden sich z. B. bei der Ro Gallery (Long Island City, N.Y.), der Edition Domberger, der Galerie Wiedmann, in mindestens zwei Stuttgarter Privatsammlungen und in der Kunstsammlung Schwenk im Schloss Haigerloch. Einordnen lässt sich die künstlerische Position von Frank Werner unter Konkrete Kunst, Farbfeldmalerei und Hard Edge, vor dem Hintergrund des Kunstsparten übergreifenden theoretischen Überbaus der Stuttgarter Schule.
Werner lebt in Schöppingen.

## Veröffentlichungen (Auswahl)
- F. R. Werner, A. Menges: BMW Welt, München / Coop Himmelb(l)au, Stuttgart/London: Ed. Menges 2009, ISBN 978-3-932565-66-3.
- F. R. Werner: NORD/LB, Magdeburg / Bolles + Wilson, Stuttgart/London: Ed. Menges 2003, ISBN 3-930698-51-X.
- R. Ilsinger, F. R. Werner: Studienzentrum Inffeldgründe der TU Graz / Szyszkowitz + Kowalski, Graz: Haus der Architektur 2001, ISBN 3-901174-42-7.
- F. R. Werner: Covering + exposing : the architecture of Coop Himmelb(l)au, Basel/Berlin/Boston: Birkhäuser 2000, ISBN 3-7643-6079-8.
- H. Kollhoff, J. P. Kleihues, P. L. Wilson, F. R. Werner: Die verstädterte Landschaft, München: Aries 1995, ISBN 3-920041-62-3.
- F. R. Werner, S. Schneider: Neue Tessiner Architektur – Perspektiven einer Utopie, Stuttgart: DVA 1991, ISBN 3-421-02955-5.
- F. R. Werner: Klassizismen und Klassiker: Tendenzen europäischer Gegenwartsarchitektur, Stuttgart: DVA 1985, ISBN 3-421-02847-8.
- F. R. Werner: Die vergeudete Moderne: europäische Architekturkonzepte nach 1950, die Papier geblieben sind, Stuttgart: DVA 1981, ISBN 3-421-02563-0.